# Google Nexus
Google Nexus va ser una línia de dispositius d'electrònica de consum al sistema operatiu Android. Google va gestionar el disseny, el desenvolupament, la comercialització, i el suport d'aquests dispositius, però alguns desenvolupaments i tota la fabricació va ser feta en col·laboració amb els fabricant d'equips originals. La línia també incloïa tauletes i reproductors multimèdia, tot i que actualment no hi ha de cap tipus disponible. La tauleta més recent va ser la Nexus 9 (feta juntament amb HTC), i el més recent reproductor multimèdia en streaming va ser el Nexus Player (fet juntament amb Asus).
Els dispositius a la línia Nexus van ser considerats el vaixell insígnia de Google dins dels productes Android. Contenien cap o poques modificacions del fabricant o de l'operador de telefonia mòbil del seu Android (tal com interfícies d'usuari personalitzades)), tot i que els dispositius venuts mitjançant operadors podien ser modificats amb bloqueig SIM i tenir res addicional de marca. El Galaxy Nexus de Verizon presentava un logotip de la marca a la part posterior i va rebre actualitzacions de programari a un ritme més lent que la variant desbloquejada, malgrat disposar de maquinari diferent per a adaptar-se a la xarxa CDMA de Verizon. Tots els dispositius Nexus presentaven un carregador de l'arrencada desbloquejable per a permetre més desenvolupament i modificacions per part de l'usuari final. Els dispositius Nexus estan sovint entre els primers dispositius Android a rebre actualitzacions del sistema operatiu.
Després de l'ampliació de la línia de productes Google Pixel a finals de 2016, Google va afirmar que ells "no volen tancar la porta del tot, però que ara mateix no hi ha cap pla per a fer més dispositius Nexus." El 2017, Google es va associar amb HMD Global fent nous telèfons Nokia, el qual alguns han considerat com la revifalla del Nexus.